# Rencong (wapen)

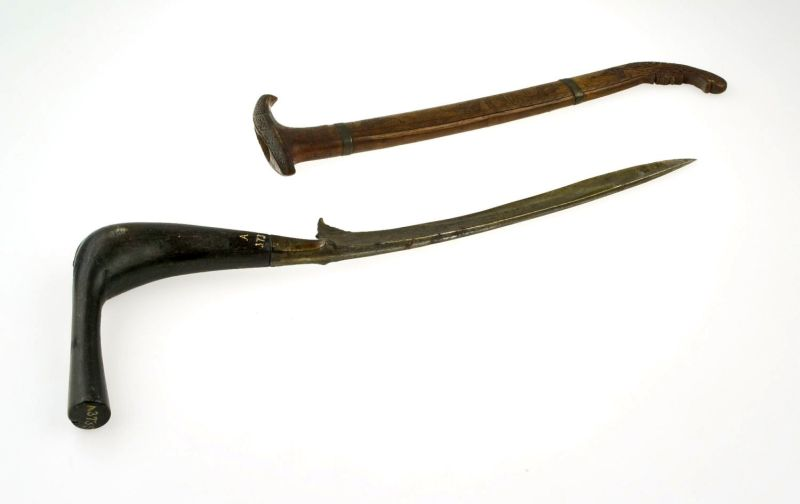
Atjeese rencong met houten schede

Een rencong (ook rentjong; Atjees: reuncong) is een Atjehse dolk, die enige overeenkomsten heeft met de Javaanse kris. Aan de rencong worden, net als aan de kris, mystieke krachten toegekend. Door Atjeeërs wordt beweerd dat de vorm van de dolk het Basmala symboliseert. De rencong wordt tijdens traditionele feesten en ceremonies nog steeds gedragen.
De rencong heeft één scherpe zijde en de lengte van het lemmet kan variëren van 10 tot 50 cm. Meestal heeft het lemmet een enigszins golvende vorm maar er zijn ook rechte varianten. De bijbehorende schede kan gemaakt zijn van hoorn, hout of ivoor en soms zelfs van zilver of goud.
Een rencong wordt op de buik gedragen, aan de linkerkant in de sarong gestoken, de punt naar rechts wijzend.
Een Atjees gezegde is: "Tatob ngon reuncong jeuet Ion peu-ubat, nyang saket that tapansie haba." (Een rencongsteek kan behandeld worden, kritiek (met woorden) doet veel meer pijn).

## Bismillah
Men zegt dat de rencong het "Basmala" symboliseert. De Arabische letters zouden als volgt te zien zijn:
- het heft in de vorm van de letter ba: ب
- de decoratie aan de basis van het heft in de vorm van de letter sin: س
- het lemmet in de vorm van de letter mim: م
- de vorm van de metalen delen aan de bovenzijde van het lemmet in de vorm van de letter lam: ل
- de basis van de schede in de vorm van de letter ha: ه

Samen vormen deze letters het "Basmala": Bismillah, بِسْمِ الله